# Les Confessions (Prison Break)
Pour les articles homonymes, voir Les Confessions.
Les Confessions est le vingt-neuvième épisode du feuilleton télévisé Prison Break, c'est le septième épisode de la deuxième saison.

## Résumé
À Algoma (Wisconsin), Haywire vole à un vendeur handicapé un sac rempli d'affaires et s'enfuit avec son chien, un border collie. Ils arrivent près d'une rive où Haywire explique au chien, avec beaucoup d'enthousiasme, son projet de construire un radeau pour vivre dans un moulin en Hollande.
Ann, la fille de Jeanette est un officier de police qui surprend T-Bag menaçant sa mère avec un piquet. Sucre tente de la maîtriser mais elle parvient à l'esquiver avant d'être attrapée par Lincoln. Les deux femmes sont amenées dans la cuisine où elles sont bâillonnées et ligotées sur des chaises. Sucre est chargé par Michael de les surveiller et surtout d'éviter que T-Bag s'en prenne à elles. Restés seuls, Ann tente d'amadouer Sucre en lui demandant ses pilules (elle est enceinte) et en lui rappelant qu'il est un homme bien. 
Tweener est interrogé par l'agent Mahone au centre de détention fédéral en Utah. L'agent du FBI lui montre les photos du meurtre du Dr Gudat et lui certifie que T-Bag tuera à nouveau. Il lui promet qu'il n'aura pas de peine supplémentaire et qu'il pourra être transféré dans une prison plus souple, s'il accepte de coopérer et de révéler le lieu où se cachent les autres évadés de Fox River.
Au centre de détention Klipton à Kingman en Arizona, L.J. Burrows est amené dans une pièce pour voir son avocat. En fait, il s'agit du substitut du Procureur du tribunal de Mohave qui vient lui remettre des documents. Il lui annonce qu'il sera libéré de prison le lendemain matin faute de preuves. Quand cette information est dévoilée sur Fox News, Lincoln insiste pour s'en aller immédiatement récupérer son fils. Michael tente en vain de le faire changer d'avis, lui rappelant que cela pourrait compromettre son plan. Avant de se séparer, Michael lui rappelle leur lieu de rendez-vous: « Bolshoi Booze - Three days » (« Bolshoi Booze - Dans trois jours »). 
Après avoir éconduit l'agent Kellerman au supermarché, Sara Tancredi se rend au bureau de son père, le gouverneur Frank Tancredi, où elle apprend que sa nomination comme vice-président[Quoi ?] a été abandonnée par la présidente Caroline Reynolds. Lorsqu'elle demande au collègue de son père si cela arrive souvent que des nominations soient rejetées de cette manière, il lui répond: « Never » (« Jamais »). Plus tard, Sara, en rendant visite à son père chez lui, le découvre pendu dans son salon. Avant d'être rejointe par le personnel de maison, elle ramasse une clé tombée au sol. Le médecin légiste conclut à un suicide, ce que Sara nie formellement. Au même moment, les agents Kim et Kellerman parlent de cette mort soudaine et il est clair que celle-ci a été orchestrée par l'agent Kim. Quelques heures plus tard, Sara, toujours sous le choc, revient dans son appartement. En consultant son courrier, elle constate qu'elle a reçu une nouvelle lettre de Michael contenant une grue en origami, mais ne l'ouvre pas. Puis elle tombe en arrêt devant des doses de morphine déposées sur sa table comme pour mettre en scène sa mort par overdose. Une ombre inquiétante se profile alors derrière elle. 
Michael et les autres fugitifs finissent par déterrer le sac contenant les cinq millions de dollars de Westmoreland. Ils divisent l'argent et le ramassent dans des sacs à dos. Avant qu'ils ne puissent s'en aller, Sucre entre dans la pièce et pointe son arme sur Michael, C-note et T-Bag. Il leur réclame l'intégralité de l'argent. 
Mahone parle d'Oscar Shales à Tweener dans une sorte de confession en avalant ses pilules de midazolam. Tweener accepte le marché et lui propose de le conduire vers les autres fugitifs. En réalité, il se rend à la maison de Debra Jean Belle, où il exprime rapidement ses sentiments envers elle et lui demande pardon. Fou de rage, Mahone arrête immédiatement Tweener et décide de le conduire lui-même jusqu'à la prison. En chemin, Tweener lui dit qu'effectivement il se sent mieux maintenant qu'il s'est confessé auprès de la jeune fille; il déclare également à Mahone qu'il ne trahira jamais les autres détenus. Puis, l'agent du FBI s'arrête sur une route isolée, il fait sortir le jeune homme de la voiture et lui avoue qu'il a tué Oscar Shales. Puis il déclare en pointant son arme vers Tweener: « Sorry kid, I got nothin' against you, but they do. » (« Je n'ai rien contre toi, fiston. Mais eux, si. »). Il l'abat alors de sang-froid et met en scène une situation de légitime défense.

## Informations complémentaires

### Chronologie
Les évènements de cet épisode se passent le 1er juin 2005 car le rendez-vous que donne Michael à Lincoln a lieu à « Bolshoi Booze » trois jours plus tard. Cette date est confirmée par l'inscription sur la tombe du gouverneur Frank Tancredi.

### Erreurs
- T-Bag explique que « he's dressed like she's » (« les hommes habillés en femmes ») est l'un des avantages d'habiter en Thaïlande. Or dans la première saison, T-Bag semblait sous-entendre qu'il se met des limites au sujet d'éventuelles relations avec des travestis. Ainsi, en évoquant un prisonnier travesti, T-Bag avait dit: « I may be social, but there's a line even I won't cross. » (« Je suis peut-être extraverti, mais c'est une frontière que je ne pourrai jamais franchir. »)[4].

- Lorsque Sara trouve son père mort et qu'elle l'allonge sur le sol, une clé tombe de sa poche. Elle n'a pas de coins en angle droit mais en forme de "crochets". Lorsqu'elle la ramasse après le départ de la police, la clé n'est plus du tout la même et ce sera celle-ci qui sera utilisée dans les épisodes suivants.

- Lorsque Mahone interroge l'acrobate il pose deux cachets sur la table et sur le plan suivant il y en a trois.

- Lorsque Mahone interroge Apolski sur les armes que possèdent les évadés, Apolski répond qu'ils ne possèdent pas d'arme à feu. Or, dans l'épisode précédent, Lincoln menace un vendeur avec un colt 45, lequel est ensuite interrogé par l'agent du FBI. Donc Mahone devrait savoir que Lincoln est armé et donc rétorquer l'affirmation de "Tweener".

### Divers
- Le titre original de cet épisode "Buried" signifie « enterré » et fait donc référence au sac contenant le trésor de Westmoreland.

- Wade Williams (Bellick) n'apparaît pas dans cet épisode mais figure uniquement dans un flashback.

- C'est la première fois que Michael et Lincoln se séparent depuis l'évasion.
- L'agent Mahone continue sa mission macabre d’élimination des 8 évadés.

## Accueil critique
Aux États-Unis, cet épisode a été suivi par 8,99 millions de téléspectateurs. Bien que "Buried" n'ait pas atteint la plus forte audience de tous les épisodes diffusés avant la fin de l'année 2006, il est considéré comme l'un des meilleurs épisodes diffusés durant la saison d'automne américaine en 2006 par Yahoo! TV (toutes séries confondues).
Dans l'ensemble, "Les Confessions" a reçu des critiques très positives. Ainsi, le chroniqueur de IF MAGAZINE lui a décerné un "A" : « “Buried” brought us the episode we have been waiting for – deaths, revelations and tense action rarely seen in other television shows. » (« "Buried" nous a offert l'épisode que nous attendions - morts, révélations et scènes d'action intense rarement vues dans d'autres séries télévisées. »)
Ahsan Haque d'IGN lui a accordé une note globale de 9,6 sur 10: « "Buried" is by far the strongest episode of this second season. A definite must-watch. » (« "Buried" est de loin l'épisode le plus fort de cette deuxième saison. Un épisode qui doit absolument être vu. »). Il reconnaît le talent des scénaristes pour mettre en scène les morts de leurs personnages clé (Abruzzi puis Tweener) et déclare que désormais Mahone ne peut plus être comparé à Tommy Lee Jones dans le film Le Fugitif : « Mahone doesn't just want Scofield caught - he wants him dead » (« Mahone ne veut pas seulement attraper Scofield - Il le veut mort. ») .
De même le critique de UGO a souligné qu'il engendrait beaucoup d'interrogations. Les trois points forts sont pour lui : « Mahone and Tweener, the elusive DB Cooper cash, and Haywire's master plan » (« Mahone et Tweener, l'insaisissable magot de DB Cooper et le plan de maître d'Haywire »).